# Championnats du monde juniors de patinage artistique 2025
Navigation
Édition précédente Édition suivante
Les Championnats du monde juniors de patinage artistique 2025 ont lieu du 24 février au 2 mars 2025 à la Főnix Aréna de Debrecen en Hongrie. C'est la seconde fois que cette ville organise les mondiaux juniors après l'édition de 2016.

## Qualifications
Les patineurs sont éligibles à l'épreuve s'ils représentent une nation membre de l'Union internationale de patinage (International Skating Union en anglais) et s'ils ont atteint l'âge de 13 ans et pas encore 19 ans avant le 1er juillet 2024, sauf pour les messieurs qui participent au patinage en couple et à la danse sur glace où l'âge maximum est de 21 ans. Les fédérations nationales sélectionnent leurs patineurs en fonction de leurs propres critères, mais l'Union internationale de patinage exige un score minimum d'éléments techniques (Technical Elements Score en anglais) lors d'une compétition internationale avant les championnats du monde juniors.

### Score minimum d'éléments techniques
L'Union internationale de patinage stipule que les notes minimales doivent être obtenues lors d'une compétition internationale senior reconnue par elle-même au cours de la saison en cours ou précédente, au plus tard 21 jours avant le premier jour d'entraînement officiel.
| Score minimum d'éléments techniques                                                         | Score minimum d'éléments techniques                                 | Score minimum d'éléments techniques |
| Discipline                                                                                  | Score total combiné des éléments (programme court + programme long) |                                     |
| Messieurs                                                                                   | 80.00                                                               |                                     |
| Dames                                                                                       | 72.00                                                               |                                     |
| Couples                                                                                     | 63.00                                                               |                                     |
| Danse sur glace                                                                             | 71.00                                                               |                                     |
| ------------------------------------------------------------------------------------------- | ------------------------------------------------------------------- | ----------------------------------- |
| Les scores des programmes courts et libres peuvent être obtenus à différentes compétitions. |                                                                     |                                     |

### Nombre d'inscriptions par discipline
Sur la base des résultats des championnats du monde juniors 2024, l'Union internationale de patinage autorise chaque pays à avoir de une à trois inscriptions par discipline.
| Nombre d'inscriptions                                             | Messieurs                                              | Dames                                                                | Couples                        | Danse sur glace                |
| ----------------------------------------------------------------- | ------------------------------------------------------ | -------------------------------------------------------------------- | ------------------------------ | ------------------------------ |
| 3                                                                 | Corée du Sud Japon                                     | Japon                                                                | Canada États-Unis Géorgie      | États-Unis Israël              |
| 2                                                                 | Canada Estonie États-Unis France Slovaquie Royaume-Uni | Canada Corée du Sud Estonie États-Unis Finlande France Italie Suisse | France Italie Tchéquie Ukraine | Allemagne Canada France Italie |
| Si non répertorié ci-dessus, une seule inscription est autorisée. |                                                        |                                                                      |                                |                                |

Le 1er mars 2022, l'Union internationale de patinage interdit aux patineurs artistiques et aux officiels de la fédération de Russie et de la Biélorussie de participer et d'assister à toutes les compétitions internationales en raison de l'invasion russe de l'Ukraine le 24 février 2022. Ainsi ces deux pays sont absents des championnats du monde juniors 2025, 36 mois après le début du conflit, pour la quatrième année consécutive.

## Podiums
| Épreuves                            | Or                                   | Argent                                  | Bronze                                         |
| ----------------------------------- | ------------------------------------ | --------------------------------------- | ---------------------------------------------- |
| Messieurs résultats détaillés       | Rio Nakata                           | Minkyu Seo                              | Adam Hagara                                    |
| Dames résultats détaillés           | Mao Shimada                          | Jia Shin                                | Elyce Lin-Gracey                               |
| Couples résultats détaillés         | Anastasiia Metelkina / Luka Berulava | Sofiia Holichenko / Artem Darenskyi     | Martina Ariano Kent / Charly Laliberte Laurent |
| Danse sur glace résultats détaillés | Noemi Maria Tali / Noah Lafornara    | Katarina Wolfkostin / Dimitry Tsarevski | Darya Grimm / Michail Savitskiy                |

## Tableau des médailles
| Rang  | Nation       | Or | Argent | Bronze | Total |
| ----- | ------------ | -- | ------ | ------ | ----- |
| 1     | Japon        | 2  | 0      | 0      | 2     |
| 2     | Géorgie      | 1  | 0      | 0      | 1     |
| 2     | Italie       | 1  | 0      | 0      | 1     |
| 4     | Corée du Sud | 0  | 2      | 0      | 2     |
| 5     | États-Unis   | 0  | 1      | 1      | 2     |
| 6     | Ukraine      | 0  | 1      | 0      | 1     |
| 7     | Allemagne    | 0  | 0      | 1      | 1     |
| 7     | Canada       | 0  | 0      | 1      | 1     |
| 7     | Slovaquie    | 0  | 0      | 1      | 1     |
| Total | Total        | 4  | 4      | 4      | 12    |

## Détails des compétitions

### Messieurs
| Rang                                        | Nom                     | Pays             | Points | Programme court | Programme court | Programme libre | Programme libre |
| ------------------------------------------- | ----------------------- | ---------------- | ------ | --------------- | --------------- | --------------- | --------------- |
| 1                                           | Rio Nakata              | Japon            | 248.99 | 2               | 86.04           | 1               | 162.95          |
| 2                                           | Minkyu Seo              | Corée du Sud     | 241.45 | 1               | 86.68           | 2               | 154.77          |
| 3                                           | Adam Hagara             | Slovaquie        | 233.93 | 5               | 80.89           | 3               | 153.04          |
| 4                                           | Jacob Sanchez           | États-Unis       | 230.41 | 3               | 82.88           | 5               | 147.53          |
| 5                                           | Habin Choi              | Corée du Sud     | 227.28 | 6               | 77.22           | 4               | 150.06          |
| 6                                           | Shunsuke Nakamura       | Japon            | 225.69 | 4               | 81.29           | 8               | 144.40          |
| 7                                           | Genrikh Gartung         | Allemagne        | 218.94 | 8               | 74.37           | 7               | 144.57          |
| 8                                           | Arlet Levandi           | Estonie          | 218.90 | 12              | 72.42           | 6               | 146.48          |
| 9                                           | Sena Takahashi          | Japon            | 216.45 | 7               | 76.85           | 11              | 139.60          |
| 10                                          | Yanhao Li               | Nouvelle-Zélande | 215.85 | 10              | 72.96           | 9               | 142.89          |
| 11                                          | Jaekeun Lee             | Corée du Sud     | 212.02 | 9               | 74.24           | 13              | 137.78          |
| 12                                          | Tamir Kuperman          | Israël           | 209.49 | 17              | 68.17           | 10              | 141.32          |
| 13                                          | Patrick Blackwell       | États-Unis       | 200.06 | 21              | 62.00           | 12              | 138.06          |
| 14                                          | Casper Johansson        | Suède            | 195.61 | 18              | 65.85           | 14              | 129.76          |
| 15                                          | Tonghe Tian             | Chine            | 193.39 | 11              | 72.46           | 17              | 120.93          |
| 16                                          | Anthony Paradis         | Canada           | 190.58 | 14              | 68.37           | 16              | 122.21          |
| 17                                          | David Bondar            | Canada           | 190.29 | 22              | 61.73           | 15              | 128.56          |
| 18                                          | Jiarui Li               | Hong Kong        | 179.40 | 19              | 63.87           | 18              | 115.53          |
| 19                                          | Lukas Vaclavik          | Slovaquie        | 176.36 | 15              | 68.26           | 20              | 108.10          |
| 20                                          | Gianni Motilla          | France           | 173.59 | 23              | 61.31           | 19              | 112.28          |
| 21                                          | Raffaele Francesco Zich | Italie           | 166.99 | 13              | 69.53           | 23              | 97.46           |
| 22                                          | Denis Krouglov          | Belgique         | 166.41 | 24              | 61.31           | 21              | 105.10          |
| 23                                          | Ilia Gogitidze          | France           | 162.36 | 20              | 63.61           | 22              | 98.75           |
| 24                                          | Ean Weiler              | Suisse           | 157.98 | 16              | 68.19           | 24              | 89.79           |
| Patineurs éliminés après le programme court |                         |                  |        |                 |                 |                 |                 |
| 25                                          | Matias Lindfors         | Finlande         |        | 25              | 59.27           | NC              | NC              |
| 26                                          | Vladislav Churakov      | Estonie          |        | 26              | 58.31           | NC              | NC              |
| 27                                          | Nikita Krivosheyev      | Kazakhstan       |        | 27              | 58.02           | NC              | NC              |
| 28                                          | Andre Zapata            | Espagne          |        | 28              | 57.70           | NC              | NC              |
| 29                                          | Yehor Kurtsev           | Ukraine          |        | 29              | 57.59           | NC              | NC              |
| 30                                          | Jakub Tykal             | Tchéquie         |        | 30              | 56.50           | NC              | NC              |
| 31                                          | Konstantin Supatashvili | Géorgie          |        | 31              | 56.45           | NC              | NC              |
| 32                                          | David Sedej             | Slovénie         |        | 32              | 56.26           | NC              | NC              |
| 33                                          | Deyan Mihaylov          | Bulgarie         |        | 33              | 55.98           | NC              | NC              |
| 34                                          | Tao Macrae              | Royaume-Uni      |        | 34              | 55.57           | NC              | NC              |
| 35                                          | Tobia Oellerer          | Autriche         |        | 35              | 53.34           | NC              | NC              |
| 36                                          | Lloyd Thomson           | Royaume-Uni      |        | 36              | 51.41           | NC              | NC              |
| 37                                          | Furkan Emre Incel       | Turquie          |        | 37              | 49.71           | NC              | NC              |
| 38                                          | Kirills Korkacs         | Lettonie         |        | 38              | 49.70           | NC              | NC              |
| 39                                          | Mikayel Salazaryan      | Arménie          |        | 39              | 49.15           | NC              | NC              |
| 40                                          | Aleksei Vlasenko        | Hongrie          |        | 40              | 46.38           | NC              | NC              |
| 41                                          | Oscar Oliver            | Pologne          |        | 41              | 45.88           | NC              | NC              |

### Dames
| Rang                                          | Nom                      | Pays             | Points | Programme court | Programme court | Programme libre | Programme libre |
| --------------------------------------------- | ------------------------ | ---------------- | ------ | --------------- | --------------- | --------------- | --------------- |
| 1                                             | Mao Shimada              | Japon            | 230.84 | 1               | 74.68           | 1               | 156.16          |
| 2                                             | Jia Shin                 | Corée du Sud     | 190.53 | 7               | 63.57           | 2               | 126.96          |
| 3                                             | Elyce Lin-Gracey         | États-Unis       | 188.71 | 4               | 66.11           | 3               | 122.60          |
| 4                                             | Ami Nakai                | Japon            | 185.89 | 3               | 66.84           | 6               | 119.05          |
| 5                                             | Stefania Gladki          | France           | 184.29 | 9               | 62.62           | 5               | 121.67          |
| 6                                             | Inga Gurgenidze          | Géorgie          | 183.04 | 2               | 67.47           | 11              | 115.57          |
| 7                                             | Elina Goidina            | Estonie          | 182.18 | 6               | 64.15           | 8               | 118.03          |
| 8                                             | Kaoruko Wada             | Japon            | 181.65 | 5               | 64.35           | 9               | 117.30          |
| 9                                             | Leandra Tzimpoukakis     | Suisse           | 179.66 | 10              | 61.37           | 7               | 118.29          |
| 10                                            | Hana Bath                | Australie        | 179.00 | 17              | 56.95           | 4               | 122.05          |
| 11                                            | Iida Karhunen            | Finlande         | 176.84 | 11              | 60.24           | 10              | 116.60          |
| 12                                            | Yihan Wang               | Chine            | 175.51 | 8               | 63.44           | 16              | 112.07          |
| 13                                            | Anna Pezzetta            | Italie           | 174.59 | 12              | 60.01           | 13              | 114.58          |
| 14                                            | Arina Kalugina           | Azerbaïdjan      | 172.43 | 16              | 57.04           | 12              | 115.39          |
| 15                                            | Anastasia Brandenburg    | Suisse           | 170.52 | 15              | 57.94           | 15              | 112.58          |
| 16                                            | Yujae Kim                | Corée du Sud     | 168.63 | 21              | 54.30           | 14              | 114.33          |
| 17                                            | Sophia Shifrin           | Israël           | 168.21 | 13              | 59.51           | 18              | 108.70          |
| 18                                            | Sophie Joline von Felten | États-Unis       | 165.40 | 23              | 53.93           | 17              | 111.47          |
| 19                                            | Angel Delevaque          | Pays-Bas         | 161.88 | 18              | 56.30           | 19              | 105.58          |
| 20                                            | Sofya Titova             | Arménie          | 159.79 | 20              | 55.13           | 20              | 104.66          |
| 21                                            | Polina Dzsumanyijazova   | Hongrie          | 159.39 | 14              | 59.04           | 22              | 100.35          |
| 22                                            | Stefania Yakovleva       | Chypre           | 158.12 | 19              | 55.45           | 21              | 102.67          |
| 23                                            | Kira Baranovska          | Lettonie         | 149.03 | 24              | 53.44           | 23              | 95.59           |
| 24                                            | Lulu Lin                 | Canada           | 143.38 | 22              | 53.97           | 24              | 89.41           |
| Patineuses éliminées après le programme court |                          |                  |        |                 |                 |                 |                 |
| 25                                            | Jana Horcikova           | Tchéquie         |        | 25              | 53.43           | NC              | NC              |
| 26                                            | Veronika Kim             | Kazakhstan       |        | 26              | 53.28           | NC              | NC              |
| 27                                            | Venla Sinisalo           | Finlande         |        | 27              | 53.19           | NC              | NC              |
| 28                                            | Kara Yun                 | Canada           |        | 28              | 52.91           | NC              | NC              |
| 29                                            | Ariel Guo                | Hong Kong        |        | 29              | 52.64           | NC              | NC              |
| 30                                            | Gabriele Juskaite        | Lituanie         |        | 30              | 52.49           | NC              | NC              |
| 31                                            | Anna Gerke               | Allemagne        |        | 31              | 49.05           | NC              | NC              |
| 32                                            | Eve Dubecq               | France           |        | 32              | 48.47           | NC              | NC              |
| 33                                            | Amanda Ghezzo            | Italie           |        | 33              | 47.61           | NC              | NC              |
| 34                                            | Flora Marie Schaller     | Autriche         |        | 34              | 46.44           | NC              | NC              |
| 35                                            | Yu-Feng Tsai             | Taipei chinois   |        | 35              | 46.12           | NC              | NC              |
| 36                                            | Julija Lovrencic         | Slovénie         |        | 36              | 45.87           | NC              | NC              |
| 37                                            | Alexandra Odman          | Suède            |        | 37              | 44.75           | NC              | NC              |
| 38                                            | Lia Lyubenova            | Bulgarie         |        | 38              | 44.51           | NC              | NC              |
| 39                                            | Alice Smith              | Royaume-Uni      |        | 39              | 43.45           | NC              | NC              |
| 40                                            | Olivia Lengyelova        | Slovaquie        |        | 40              | 43.32           | NC              | NC              |
| 41                                            | Petra Lahti              | Nouvelle-Zélande |        | 41              | 43.30           | NC              | NC              |
| 42                                            | Lena Cusak               | Croatie          |        | 42              | 42.50           | NC              | NC              |
| 43                                            | Khrystyna Haliareta      | Ukraine          |        | 43              | 42.30           | NC              | NC              |
| 44                                            | Ariadna Gupta Espada     | Espagne          |        | 44              | 41.42           | NC              | NC              |
| 45                                            | Weronika Ferlin          | Pologne          |        | 45              | 39.61           | NC              | NC              |
| 46                                            | Phattaratida Kaneshige   | Thaïlande        |        | 46              | 38.62           | NC              | NC              |
| 47                                            | Elizabeth Nou            | Estonie          |        | 47              | 37.85           | NC              | NC              |
| 48                                            | Zhasmin Shlaga           | Kirghizistan     |        | 48              | 35.07           | NC              | NC              |

### Couples
| Rang                                      | Nom                                            | Pays        | Points | Programme court | Programme court | Programme libre | Programme libre |
| ----------------------------------------- | ---------------------------------------------- | ----------- | ------ | --------------- | --------------- | --------------- | --------------- |
| 1                                         | Anastasiia Metelkina / Luka Berulava           | Géorgie     | 191.01 | 1               | 69.18           | 1               | 121.83          |
| 2                                         | Sofiia Holichenko / Artem Darenskyi            | Ukraine     | 164.06 | 2               | 57.40           | 2               | 106.66          |
| 3                                         | Martina Ariano Kent / Charly Laliberte Laurent | Canada      | 155.02 | 4               | 55.81           | 3               | 99.21           |
| 4                                         | Oxana Vouillamoz / Tom Bouvart                 | Suisse      | 153.25 | 6               | 54.82           | 4               | 98.43           |
| 5                                         | Jiaxuan Zhang / Yihang Huang                   | Chine       | 151.41 | 3               | 57.38           | 9               | 94.03           |
| 6                                         | Olivia Flores / Luke Wang                      | États-Unis  | 148.40 | 8               | 51.02           | 5               | 97.38           |
| 7                                         | Romane Telemaque / Lucas Coulon                | France      | 147.35 | 7               | 53.17           | 8               | 94.18           |
| 8                                         | Jazmine Desrochers / Kieran Thrasher           | Canada      | 147.35 | 5               | 55.05           | 11              | 92.30           |
| 9                                         | Naomi Williams / Lachlan Lewer                 | États-Unis  | 146.86 | 9               | 50.95           | 6               | 95.91           |
| 10                                        | Ava Kemp / Yohnatan Elizarov                   | Canada      | 145.37 | 10              | 50.20           | 7               | 95.17           |
| 11                                        | Sae Shimizu / Lucas Tsuyoshi Honda             | Japon       | 141.83 | 11              | 49.33           | 10              | 92.50           |
| 12                                        | Irina Napolitano / Edoardo Comi                | Italie      | 137.81 | 14              | 46.49           | 12              | 91.32           |
| 13                                        | Louise Ehrhard / Matthis Pellegris             | France      | 135.31 | 13              | 47.34           | 13              | 87.97           |
| 14                                        | Laura Heckova / Alex Valky                     | Slovaquie   | 125.97 | 16              | 45.95           | 14              | 80.02           |
| 15                                        | Polina Polman / Gabriel Renoldi                | Italie      | 124.01 | 12              | 48.28           | 15              | 75.73           |
| 16                                        | Megan Yudin / Patrizio Romano Rossi Lopez      | Espagne     | 118.43 | 15              | 46.23           | 16              | 72.20           |
| Couples éliminés après le programme court |                                                |             |        |                 |                 |                 |                 |
| 17                                        | Reagan Moss / Jakub Galbavy                    | États-Unis  |        | 17              | 45.52           | NC              | NC              |
| 18                                        | Debora Anna Cohen / Lukas Vochozka             | Tchéquie    |        | 18              | 45.19           | NC              | NC              |
| 19                                        | Zarah Wood / Alex Lapsky                       | Royaume-Uni |        | 19              | 43.23           | NC              | NC              |
| 20                                        | Lily Wilberforce / Mozes Jozsef Berei          | Hongrie     |        | 20              | 40.23           | NC              | NC              |

### Danse sur glace
| Rang                                               | Nom                                              | Pays        | Points | Danse rythmique | Danse rythmique | Danse libre | Danse libre |
| -------------------------------------------------- | ------------------------------------------------ | ----------- | ------ | --------------- | --------------- | ----------- | ----------- |
| 1                                                  | Noemi Maria Tali / Noah Lafornara                | Italie      | 177.50 | 1               | 70.92           | 1           | 106.58      |
| 2                                                  | Katarina Wolfkostin / Dimitry Tsarevski          | États-Unis  | 167.51 | 2               | 65.71           | 2           | 101.80      |
| 3                                                  | Darya Grimm / Michail Savitskiy                  | Allemagne   | 164.26 | 3               | 65.42           | 3           | 98.84       |
| 4                                                  | Iryna Pidgaina / Artem Koval                     | Ukraine     | 158.93 | 5               | 62.54           | 4           | 96.39       |
| 5                                                  | Celina Fradji / Jean-Hans Fourneaux              | France      | 157.71 | 4               | 62.87           | 5           | 94.84       |
| 6                                                  | Caroline Mullen / Brendan Mullen                 | États-Unis  | 153.76 | 6               | 61.83           | 8           | 91.93       |
| 7                                                  | Hana Maria Aboian / Daniil Veselukhin            | États-Unis  | 153.21 | 7               | 59.64           | 6           | 93.57       |
| 8                                                  | Sandrine Gauthier / Quentin Thieren              | Canada      | 150.74 | 8               | 58.37           | 7           | 92.37       |
| 9                                                  | Chloe Nguyen / Brendan Giang                     | Canada      | 146.27 | 9               | 57.46           | 10          | 88.81       |
| 10                                                 | Ambre Perrier Gianesini / Samuel Blanc Klaperman | France      | 145.98 | 11              | 56.38           | 9           | 89.60       |
| 11                                                 | Sofiia Beznosikova / Max Leleu                   | Belgique    | 144.25 | 10              | 56.38           | 11          | 87.87       |
| 12                                                 | Gina Zehnder / Beda Leon Sieber                  | Suisse      | 138.99 | 12              | 55.72           | 13          | 83.27       |
| 13                                                 | Lilia Schubert / Nikita Remeshevskiy             | Allemagne   | 136.88 | 13              | 53.38           | 12          | 83.50       |
| 14                                                 | Aneta Vaclavikova / Ivan Morozov                 | Slovaquie   | 134.92 | 14              | 52.62           | 15          | 82.30       |
| 15                                                 | Laura Finelli / Massimiliano Bucciarelli         | Italie      | 134.88 | 16              | 51.75           | 14          | 83.13       |
| 16                                                 | Sara Kishimoto / Atsuhiko Tamura                 | Japon       | 132.95 | 15              | 52.04           | 16          | 80.91       |
| 17                                                 | Anita Straub / Andreas Straub                    | Autriche    | 127.02 | 18              | 47.57           | 17          | 79.45       |
| 18                                                 | Irmak Yucel / Danil Pak                          | Turquie     | 126.82 | 17              | 48.15           | 18          | 78.67       |
| 19                                                 | Eliska Zakova / Filip Mencl                      | Tchéquie    | 116.84 | 19              | 46.96           | 19          | 69.88       |
| 20                                                 | Mimi Marler Davies / Joseph Black                | Royaume-Uni | 104.31 | 20              | 43.14           | 20          | 61.17       |
| Couples de danse éliminés après la danse rythmique |                                                  |             |        |                 |                 |             |             |
| 21                                                 | Sarah Marcilly Vazquez / Jolan Engel             | Espagne     |        | 21              | 42.99           | NC          | NC          |
| 22                                                 | Zofia Grzegorzewska / Oleg Muratov               | Pologne     |        | 22              | 42.74           | NC          | NC          |
| 23                                                 | Ksenia Sipunova / Miron Korjagin                 | Estonie     |        | 23              | 40.34           | NC          | NC          |
| 24                                                 | Shanjie Yin / Shirui Yang                        | Chine       |        | 24              | 40.15           | NC          | NC          |
| 25                                                 | Charlotte Chung / Axel Mackenzie                 | Suède       |        | 25              | 38.23           | NC          | NC          |